# Język ende
Język ende, także endeh – język austronezyjski używany w indonezyjskiej prowincji Małe Wyspy Sundajskie Wschodnie, w południowo-środkowej części wyspy Flores.
Według danych z 2009 roku posługuje się nim 110 tys. osób. Jest to główny język grupy etnicznej Ende.
Dzieli się na dwa dialekty: ende (djau, endeh, ja’o), nga’o (ngao, ende zachodni). Blisko spokrewniony język li’o bywa włączany do dialektów języka ende. Dialekt nga’o (zajmujący pozycję pomiędzy ende a kéo) jest przypuszczalnie na tyle odrębny, że mógłby być klasyfikowany jako osobny język.
Tworzy kontinuum dialektalne wraz z kilkoma pobliskimi językami: kéo, nage, ngadha, li’o. Został zaliczony do zaproponowanej grupy języków centralnego Flores.
W języku występuje mieszany system liczbowy, z elementami systemu kwinarnego (piątkowego), które mogą być pozostałością po hipotetycznym papuaskim substracie językowym.
Dokumentacją języka ende zajmowali się japońscy antropolodzy Eriko Aoki i Satoshi Nakagawa, którzy zebrali pewne materiały leksykograficzne. Ende jest zapisywany alfabetem łacińskim. Historycznie był używany pewien wariant pisma bugijsko-makasarskiego.